# Parasite Eve II
Parasite Eve II é o segundo jogo eletrônico da série Parasite Eve.

## História
Aya Brea está de volta. Em Parasite Eve 2, agora ela faz parte de uma equipe chamada M.I.S.T, que cuida do controle das eventuais mutações ocorridas devido às influências das mitocôndrias nas células.

## Personagens
- Aya Brea - agente do FBI, integra a força-tarefa M.I.S.T. com o objetivo de controle das neo-mitocôndrias. Ela possui mutações nas suas mitocôndrias que lhe permite liberar grande quantidade de energia e controlar as mitocôndrias de outros seres vivos.
- Kyle Madigan - um misterioso policial de Los Angeles que está em busca de um item no Abrigo.
- Nº9 - um estranho e misterioso caçador de criaturas neo-mitocôndrias, que se torna o principal antagonista de Aya durante o jogo.
- Maya - irmã morta de Aya, no entanto Aya está constantemente sonhando com ela.
- Eve - foi a responsável pelo incidente em Manhattan no primeiro jogo. Ela agora retorna como uma simples garotinha, mas que pode causar a extinção da raça humana na Terra.
- Jodie Bouquet - agente da M.I.S.T., é ela a responsável por venda de armas, munições e outros itens.
- Pierce Carradine - agente da M.I.S.T. e especialista em biologia, Pierce é o cérebro da equipe. Odeia o uso de armas e por isso fica na parte mais burocrática do grupo, como o controle de missões e informações.
- Gary Douglas - único sobrevivente de Dryfield, é um especialista em armas. Ele também vende munições, remédios e outros itens a Aya.
- Flint - o cachorro de Gary Douglas, ele serve de guia a Aya a lugares suspeitos.
- Eric Baldwin - supervisor do grupo M.I.S.T., é conhecido por sua rigidez. Ele é que controla as missões dos detetives.
- Rupert Broderick - um dos melhores caçadores de criaturas neo-mitocôndrias, ingressou no grupo após a morte de sua filha. É um exímio atirador.